# 12 години в робство
„12 години в робство“ (на английски: 12 Years a Slave) е американски исторически драматичен филм от 2013 г. по мемоара „Дванайсет години в робство“ на Соломон Нортъп от 1853 г.
Филмът печели три награди Оскар, от които за Най-добър филм, Най-добра поддържаща женска роля за Лупита Нионг'о и Най-добър адаптиран сценарий за Джон Ридли. С отличието си за Най-добър филм Маккуин става първият чернокож продуцент, който печели наградата, и първият чернокож режисьор, режисирал филм, спечелил в тази категория.

## Продукция
С бюджет от 20 милиона щатски долара, снимките започват в Ню Орлиънс, Луизиана на 27 юни 2012 г. След седем седмици снимачният период приключва на 13 август 2012 г.

## Награди и номинации
| Категория                              | Номиниран(и)             | Резултат               |
| Оскар (2 март 2014 г.)                 | Оскар (2 март 2014 г.)   | Оскар (2 март 2014 г.) |
| -------------------------------------- | ------------------------ | ---------------------- |
| Най-добър филм                         | Най-добър филм           | награда                |
| Най-добър адаптиран сценарий           | Джон Ридли               | награда                |
| Най-добра поддържаща женска роля       | Лупита Нионг'о           | награда                |
| Най-добри декори                       | Най-добри декори         | номинация              |
| Най-добри костюми                      | Най-добри костюми        | номинация              |
| Най-добър филмов монтаж                | Най-добър филмов монтаж  | номинация              |
| Най-добър режисьор                     | Стив Маккуин             | номинация              |
| Най-добра мъжка роля                   | Чуетел Еджиофор          | номинация              |
| Най-добра поддържаща мъжка роля        | Майкъл Фасбендър         | номинация              |
| Награда на БАФТА (16 февруари 2014 г.) |                          |                        |
| Най-добър филм                         | Най-добър филм           | награда                |
| Най-добър актьор в главна роля         | Чуетел Еджиофор          | награда                |
| Най-добри декори                       | Най-добри декори         | номинация              |
| Най-добър филмов монтаж                | Най-добър филмов монтаж  | номинация              |
| Най-добра кинематография               | Най-добра кинематография | номинация              |
| Най-добра режисура                     | Стив Маккуин             | номинация              |
| Най-добър адаптиран сценарий           | Джон Ридли               | номинация              |
| Най-добра филмова музика               | Ханс Цимер               | номинация              |
| Най-добър актьор в поддържаща роля     | Майкъл Фасбендър         | номинация              |
| Най-добра актриса в поддържаща роля    | Лупита Нионг'о           | номинация              |
| Златен глобус (12 януари 2014 г.)      |                          |                        |
| Най-добър филм – драма                 | Най-добър филм – драма   | награда                |
| Най-добър режисьор                     | Стив Маккуин             | номинация              |
| Най-добър сценарий                     | Джон Ридли               | номинация              |
| Най-добра филмова музика               | Ханс Цимер               | номинация              |
| Най-добър актьор в драматичен филм     | Чуетел Еджиофор          | номинация              |
| Най-добър актьор в поддържаща роля     | Майкъл Фасбендър         | номинация              |
| Най-добра актриса в поддържаща роля    | Лупита Нионг'о           | номинация              |
| Сателит (23 февруари 2014 г.)          |                          |                        |
| Най-добър филм                         | Най-добър филм           | награда                |
| Най-добър режисьор                     | Стив Маккуин             | награда                |
| Най-добра кинематография               | Най-добра кинематография | номинация              |
| Най-добри костюми                      | Най-добри костюми        | номинация              |
| Най-добър филмов монтаж                | Най-добър филмов монтаж  | номинация              |
| Най-добър адаптиран сценарий           | Джон Ридли               | номинация              |
| Най-добра филмова музика               | Ханс Цимер               | номинация              |
| Най-добър актьор                       | Чуетел Еджиофор          | номинация              |
| Най-добър актьор в поддържаща роля     | Майкъл Фасбендър         | номинация              |
| Най-добра актриса в поддържаща роля    | Лупита Нионг'о           | номинация              |
| Сатурн (26 юни 2014 г.)                |                          |                        |
| Най-добър независим филм               | Най-добър независим филм | награда                |
| Емпайър (30 март 2014 г.)              |                          |                        |
| Най-добър актьор в поддържаща роля     | Майкъл Фасбендър         | награда                |
| Най-добър филм                         | Най-добър филм           | номинация              |
| Най-добър режисьор                     | Стив Маккуин             | номинация              |
| Най-добър актьор                       | Чуетел Еджиофор          | номинация              |
| Най-добър женски дебют                 | Лупита Нионг'о           | номинация              |
| Най-добра актриса в поддържаща роля    | Лупита Нионг'о           | номинация              |